# Подгорное (Башмаковский район)
Подгорное — село в Башмаковском районе Пензенской области. Является административным центром сельсовета

## География
Находится в 16 к западу от районного центра.

## История
Как деревня, Подгорная основана помещиком между 1745 и 1762 годами по обоим берегам реки Орьев(Дубовый ручей) у подножья высоты 181 м, при впадении в Орьев(Дубовый ручей) ручья Громок. В 1877 входила в Покровскую волость Чембарского уезда, имела 104 двора, церковь.

## Население
| 1864 | 1897  | 1911  | 1926  | 1930  | 1959 | 1979 |
| ---- | ----- | ----- | ----- | ----- | ---- | ---- |
| 811  | ↗1090 | ↗1388 | ↗1781 | ↗2100 | ↘595 | ↗639 |
| 1989 | 1996  | 2002  | 2010  |       |      |      |
| ↘615 | →615  | ↘503  | ↘374  |       |      |      |

Численность населения: в 1864—811, 1897—1090, 1926—1781, 1930—2100, 1959—595, 1979—639, 1989—615, 1996—615 жителей
В Подгорном есть храм во имя святых бессребреников Косьмы и Дамиана. Деревянный, однопрестольный. Построен в 1907 г. на средства чембарского купца землевладельца Алексея Ивановича Шеина по утверждённому в 1906 г. проекту и в том же году освящён.

## Уроженцы
В селе родился полный кавалер ордена Славы Андрей Трофимович Сычёв (1925—1945).